# 山梨県道506号新田松留線

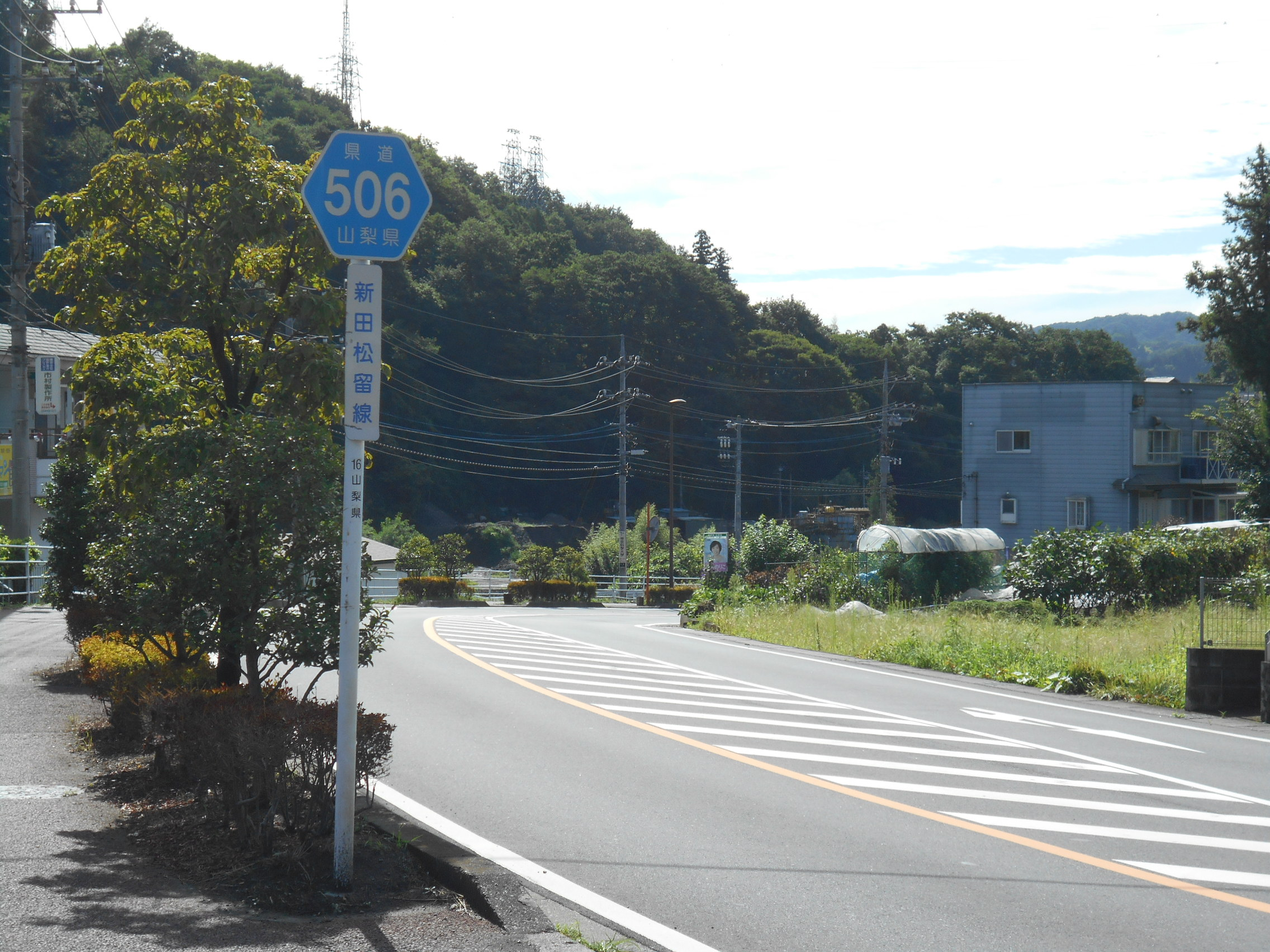
終点付近（2016年8月）

山梨県道506号新田松留線（やまなしけんどう506ごう あらたまつどめせん）は、山梨県上野原市を起点・終点とする一般県道である。

## 概要

### 路線データ
- 起点：山梨県上野原市新田（島田駐在所前交差点＝山梨県道35号四日市場上野原線交点）
- 終点：山梨県上野原市松留（上野原高校入口交差点＝国道20号交点）

## 通過する自治体
- 山梨県上野原市

## 交差・接続する道路
- 山梨県道35号四日市場上野原線（上野原市新田・島田駐在所前交差点）
- 国道20号（上野原市松留・上野原高校入口交差点）